# La Esperanza (album)
La Esperanza è il sedicesimo album di Cristiano Malgioglio prodotto nel 2002 dall'etichetta L'Escalier.

## Descrizione
L'album nasce come omaggio dedicato alla canzone Latino-Americana, genere musicale da sempre molto amato dall'artista, viene completamente ideato e realizzato durante i suoi viaggi in America Latina e si compone di brani di grandi autori come: Juan Luis Guerra, Pablo Milanés, Carlos Vives, Caetano Veloso, Cesária Évora, Gal Costa, Polo Montañez e José Feliciano.
Contiene anche un brano che, come scritto nel libretto del CD, Malgioglio aveva concepito e scritto per Mina: La mia vita, la tua vita. Purtroppo poi il progetto non andò a buon fine.
La Esperanza ha ottenuto grandissimo riscontro a Cuba e nei paesi dell'America Latina, è entrato al primo posto della hit-parade e addirittura è stato realizzato un video del brano Che bellezza (Imunização Racional), diretto dal regista Juan Carlos Tabío candidato all'Oscar per il film Fragola e cioccolato del 1994.

## Tracce
1. Sarà (Sodade) (A. Cabral, L. Morales)
2. La rosa (Amor Amor) (A. Taib)
3. Quiem sera (Chi sarà) (Polo Montañez)
4. Bollicine d'amore (Burbujas de Amor) (Juan Luis Guerra)
5. La esperanza (C. Malgioglio, Corrado Castellari)
6. Che bellezza (Imunização Racional) (M. S. Rodriguez, T. Maja)
7. Senor Bolero (José Feliciano)
8. Regresso (J. Agostino, A. Cabral)
9. Amato amore (Nha Fé) (Teofilo Chantre)
10. La mia vita, la tua vita (Ouro de Tolo) (R. Seixas)
11. Me desespero (L. Duda)
12. La gota fria (Carlos Vives)
13. Hechisera (Fernando Fher Olvera, Alex González)
14. Quando arriva assente da me (Pablo Milanés)
15. La piragua (José Barros)
16. Come una onda del mare (Como una Onda) (Lulu Santos, Nelson Motta)
17. Che bellezza (Imunização Racional) (sound version) (M. S. Rodriguez, T. Maja)